# Mount Colombo
Mount Colombo är ett berg i Antarktis. Det ligger i Västantarktis. Inget land gör anspråk på området. Toppen på Mount Colombo är 1 022 meter över havet, eller 22 meter över den omgivande terrängen. Bredden vid basen är 6,5 km.
Terrängen runt Mount Colombo är kuperad österut, men västerut är den platt. Mount Colombo ligger uppe på en höjd som går i öst-västlig riktning. Trakten är obefolkad. Det finns inga samhällen i närheten.